# Conseil régional des Abruzzes
XIe législature
Palazzo dell'Esposizione, L'Aquila
Le conseil régional des Abruzzes (en italien : Consiglio regionale dell'Abruzzo) est le conseil régional de la région des Abruzzes.

## Mode de scrutin
Le conseil est constitué de 31 conseillers, élus pour cinq ans au scrutin proportionnel plurinominal avec prime majoritaire dans quatre circonscriptions correspondant aux provinces des Abruzzes. 
Le jour du scrutin, l'électeur peut voter une fois (pour un candidat à la présidence de la junte régionale ou pour une liste provinciale, dans ce dernier cas sa voix est automatiquement attribuée au candidat à la présidence que la liste soutient) ou deux fois (pour un candidat et une liste qui le soutient).
À l'issue du scrutin, les forces politiques qui soutiennent le candidat élu président de la junte régionale reçoivent au moins 60 % des 29 sièges à pourvoir — deux sièges sont réservés respectivement au président élu et au candidat arrivé juste après lui — et au plus 65 %.
Seuls participent à la répartition les forces politiques et coalitions ayant remporté au moins 4 % des suffrages exprimés au niveau régional. Au sein des coalitions, seules les formations ayant recueilli au moins 2 % des exprimés sont admises à l'attribution des sièges.

## Composition

### XIelégislature
Le conseil régional élu lors des élections de 2019 est réparti avec les sièges suivants :
|                            |                            |        |
| Force politique            | Force politique            | Sièges |
|                            | Ligue (Lega)               | 10     |
|                            | Forza Italia (FI)          | 3      |
|                            | Frères d'Italie (FDI)      | 3      |
|                            | Action politique (AP)      | 1      |
|                            | Union de centre-Idea-DC    | 1      |
| Coalition de centre-droit  | Coalition de centre-droit  | 18     |
|                            | Parti démocrate (PD)       | 4      |
|                            | Legnini Président (LP)     | 1      |
|                            | Italie en commun (IeC)     | 1      |
| Coalition de centre-gauche | Coalition de centre-gauche | 6      |
|                            | Mouvement 5 étoiles (M5S)  | 7      |
| Conseillers régionaux      | Conseillers régionaux      | 31     |

### Xelégislature
Le conseil régional élu lors des élections de 2014 est réparti avec les sièges suivants :
| Partis et listes                 | Partis et listes                 | Sièges |
| -------------------------------- | -------------------------------- | ------ |
|                                  | Parti démocrate                  | 10     |
|                                  | Région facile                    | 2      |
|                                  | Abruzzes civique                 | 2      |
|                                  | Centre démocrate                 | 1      |
|                                  | Gauche, écologie et liberté      | 2      |
|                                  | Italie des valeurs               | 1      |
| Total coalition de centre-gauche | Total coalition de centre-gauche | 18     |
|                                  | Forza Italia                     | 5      |
|                                  | Alternative populaire            | 1      |
|                                  | Abruzzes future                  | 1      |
|                                  | Groupe mixte                     | 1      |
| Total coalition de centre-droit  | Total coalition de centre-droit  | 8      |
|                                  | Mouvement 5 étoiles              | 5      |
| Total                            | Total                            | 31     |

## Historique

### Présidents du conseil
| Législature           | Président                  | Parti                                      | Durée                              |
| --------------------- | -------------------------- | ------------------------------------------ | ---------------------------------- |
| Séance d'installation | Giustino De Cecco (it)     | Démocratie chrétienne                      | 6 juillet 1970 - 18 juillet 1970   |
| I                     | Emilio Mattucci (it)       | Démocratie chrétienne                      | 18 juillet 1970 - 8 octobre 1974   |
| II                    | Emilio Mattucci (it)       | Démocratie chrétienne                      | 4 juillet 1975 - 8 octobre 1975    |
| II                    | Marcello Russo (it)        | Parti socialiste italien                   | 9 octobre 1975 - 1 mars 1977       |
| II                    | Arnaldo Di Giovanni (it)   | Parti communiste italien                   | 1 mars 1977 - 6 avril 1979         |
| II                    | Giuseppe Bolino (it)       | Démocratie chrétienne                      | 6 avril 1979 - 7 juillet 1980      |
| III                   | Giuseppe Bolino (it)       | Démocratie chrétienne                      | 7 juillet 1980 - 16 décembre 1980  |
| III                   | Egidio Marinaro (it)       | Parti socialiste italien                   | 16 décembre 1980 - 11 juin 1985    |
| IV                    | Gaetano Novello (it)       | Démocratie chrétienne                      | 11 juin 1985 - 15 novembre 1988    |
| IV                    | Nino Pace (it)             | Parti socialiste italien                   | 15 novembre 1988 - 5 juillet 1989  |
| IV                    | Paolo Pizzola (it)         | Parti socialiste italien                   | 5 juillet 1989 - 3 juin 1990       |
| V                     | Rocco Salini (it)          | Démocratie chrétienne                      | 4 juin 1990 - 31 juillet 1990      |
| V                     | Vincenzo Del Colle (it)    | Démocratie chrétienne                      | 31 juillet 1990 - 24 octobre 1992  |
| V                     | Mario Pennetta (it)        | Démocratie chrétienne                      | 5 novembre 1992 - 23 novembre 1993 |
| V                     | Giuliano Giuliani (it)     | Parti démocrate de la gauche               | 3 mai 1994 - 28 mai 1995           |
| VI                    | Gianni Melilla (it)        | Parti démocrate de la gauche               | 29 mai 1995 - 1 avril 1997         |
| VI                    | Umberto Aimola (it)        | Parti démocrate de la gauche               | 1 avril 1997 - 21 mai 1997         |
| VII                   | Giuseppe Tagliente (it)    | Forza Italia                               | 22 mai 2000 - 15 mai 2005          |
| VIII                  | Marino Roselli (it)        | La Marguerite                              | 16 mai 2005 - 26 janvier 2009      |
| IX                    | Nazario Pagano (it)        | Le Peuple de la liberté, puis Forza Italia | 27 janvier 2009 - 11 juin 2014     |
| X                     | Giuseppe Di Pangrazio (it) | Parti démocrate                            | 30 juin 2014 - 23 février 2019     |
| XI                    | Lorenzo Sospiri (it)       | Forza Italia                               | 12 mars 2019 - en charge           |